# Carl Gyldenkrone
 Der er flere personer med dette navn, se Carl Güldencrone.
Carl Oscar Herman baron Gyldenkrone (12. februar 1872 på Urup – 9. maj 1939) var en dansk officer og kammerherre, bror til Einar M. Gyldenkrone.
Han var søn af ritmester Oscar Emil baron Gyldenkrone til Urup (1837-1892) og Marie Christine Josephine Mørck (1842-1917). Gyldenkrone blev 1891 sekondløjtnant af fodfolket, 1896 premierløjtnant, 1910 kaptajn, var 1912-18 chef for Fodfolkets Underofficersskole, 1918-19 militærattaché ved det danske gesandtskab i Berlin, var 1920-23 skoleofficer ved Hærens Officersskole, blev 1923 oberstløjtnant og chef for 25. Bataljon, 1926 chef for 2. Livgardebataljon. 1932 fik han afsked fra Hæren.
Gyldenkrone blev 1930 kammerherre. 1918 blev han Ridder af Dannebrogordenen og 1926 Dannebrogsmand. Han bar en lang række udenlandske ordener. 1902-10 og 1920-23 var han bestyrelsesmedlem i Officersforeningen i København. Fra 1926 var han bestyrelsesmedlem i A/S Axel Prior.
31. marts 1905 ægtede han i Garnisons Kirke Lilian Regine Prior (27. august 1883 i Ordrup - 19??), datter af grosserer Axel Prior og Hannah Renton.
Han er begravet på Hellerup Kirkegård.